# لي بيشوب
لي بيشوب (بالإنجليزية: Leigh Bishop)‏ هو لاعب بولينغ أسترالي، ولد في 2 مارس 1922 في Ulverstone, Tasmania ‏ في أستراليا، وتوفي في 26 فبراير 2016 في Port Sorell, Tasmania ‏ في أستراليا.